# Henrique de Jesus Bernardo
Henrique de Jesus Bernardo, noto semplicemente come Henrique (Campinas, 19 gennaio 1987), è un ex calciatore brasiliano, di ruolo attaccante.

## Carriera
Ha giocato nella massima serie dei campionati brasiliano, portoghese, iraniano e rumeno.

## Palmarès

### Club

#### Competizioni nazionali
- Coppa del Brasile: 1

Corinthians: 2009